# Hoàng Bá tông
Hoàng Bách tông (zh. 黃檗宗, ja. ōbaku-shū) là một nhánh thiền thứ ba của Thiền Tông Nhật Bản song song với hai nhánh lớn khác là Lâm Tế (ja. rinzai) và Tào Động (sa. sōtō). Nhánh này bắt nguồn từ Thiền sư Ẩn Nguyên Long Kì (ja. ingen ryūki), người sáng lập Thiền viện chính của tông này là Vạn Phúc tự (ja. mampuku-ji) giữa thế kỉ 17 tại Uji, Kinh Đô (ja. kyōto). Hoàng Bách tông là một nhánh của tông Lâm Tế, nhìn chung thì không gây ảnh hưởng bao nhiêu trong truyền thống Thiền của Nhật.
Thiền sư Ẩn Nguyên vốn là vị trụ trì của Vạn Phúc tự - một Thiền viện nằm trên núi Hoàng Bách (ja. ōbaku-san) tại Trung Quốc. Năm 1654, sư sang Nhật hoằng hoá và chỉ bảy năm sau đó, Tướng quân Đức Xuyên Gia Cương (ja. tokugawa tsunayoshi) đem đất ban cho sư để thành lập một thiền viện theo kiến trúc đời nhà Minh. Sư đặt tên cho thiền viện này là Hoàng Bá Sơn Vạn Phúc tự. Thiền sư Mộc Am Tính Thao (ja. mokuan shōtō), một đệ tử đồng hương của Ẩn Nguyên kiến lập một thiền viện khác với tên Thuỵ Thánh tự (ja. zuishō-ji) tại Đông Kinh (ja. tōkyō) năm 1671, một thiền viện có công rất nhiều trong việc truyền bá Thiền tông tại đây. Tất cả 13 vị kế thừa trụ trì thiền viện này - kể từ Ẩn Nguyên, Mộc Am - đều là người Trung Quốc, vị thứ 14 mới là người Nhật đầu tiên đảm nhận chức vụ này. Dòng này được chính thức công nhận là một tông phái năm 1876.
Tông này được sáng lập như một trường phái riêng biệt tại Nhật, không phải tại Trung Quốc và tên của tông này không có quan hệ gì đến Thiền sư Hoàng Bá Hi Vận, thầy của Lâm Tế.